# Chloe Marshall
Chloe Elizabeth Marshall (nacida el 27 de marzo de 1991) es una modelo de tallas grandes inglesa de Cranleigh, Surrey. Habiendo ganado el título de Miss Surrey en marzo de 2008, se convirtió en la primera modelo de talla 16 (talla 44 en UE, talla 12 en EE. UU.) en alcanzar las finales de Miss Inglaterra.
Marshall ha declarado que ella "quería llegar a las finales de Miss Inglaterra para romper el estereotipo de que tienes que ser alta y delgada para ser considerada guapa". Sin embargo, el índice de masa corporal de Marshall de 26.03, que está dentro de lo que se clasifica como sobrepeso, ha llevado a que sea criticada por promover la obesidad y la insalubridad.
Las finales nacionales para el título de Miss Inglaterra tuvieron lugar el 18 de julio de 2008. Marshall quedó en segunda posición. Ese mismo año, firmó con la agencia Models Plus.
Marshall apareció en la portada de la revista Plus Model en marzo de 2010. Firmó un contrato por tres años con Ford Models a principios de 2010. Marshall ha trabajado como modelo para conocidas marcas de ropa de tallas grandes, como Macy's y Torrid. También ha desfilado por la pasarela del desfile de 2011 de Lane Bryant en Las Vegas.